# 빅토르 데 사바타
빅토르 데 사바타(Victor de Sabata, 1892년 4월 10일 ~ 1967년 12월 11일)는 이탈리아의 대표적인 지휘자의 한 사람이자 작곡가이다.
특히 주세페 베르디, 자코모 푸치니, 리하르트 바그너 덕분에 20세기에 가장 눈에 띄는 오페라 지휘자들 가운데 한 명으로 널리 알려져 있다.

## 생애
트리에스테 태생으로, 밀라노 음악원에서 배웠다. 밀라노 스칼라 극장의 정지휘자를 비롯하여 미국에서는 신시내티·피츠버그 교향악단의 상임 및 뉴욕 필하모니의 객연을 맡았다. 명쾌하고도 정열적인 연주를 하며 오페라, 교향악 연주회의 양면에서 활약하였다.

## 참고 문헌
- Boyden, Matthew (2002). 《The Rough Guide to Opera》. London: Rough Guides. ISBN 1-85828-749-9.